# Österreichischer Fußball-Cup 1968/69
Der ÖFB-Cup wurde in der Saison 1968/69 zum 35. Mal ausgespielt. Sieger wurde zum 7. Mal die Wiener Rapid, die damit ihren Titel aus dem Vorjahr erfolgreich verteidigen konnte.

## Achtelfinale
|                         | Ergebnis  |                       |
| ----------------------- | --------- | --------------------- |
| SC Schwarz-Weiß Bregenz | 1:2 (0:0) | FC Wacker Innsbruck   |
| Grazer AK               | 1:2 (1:0) | SK Austria Klagenfurt |
| WSG Swarovski Wattens   | 2:0 (1:0) | SC Wacker Wien        |
| SK Admira               | 4:2 (1:2) | WSG Radenthein        |
| SC Tulln                | 1:0 (1:0) | SV Austria Salzburg   |
| SC Eisenstadt           | 2:3 (0:2) | FK Austria Wien       |
| Wiener Sport-Club       | 6:1 (3:0) | Wolfsberger AC        |
| SK Rapid Wien           | 3:0 (1:0) | SK VÖEST Linz         |

## Viertelfinale
|                       | Ergebnis  |                       |
| --------------------- | --------- | --------------------- |
| SK Admira             | 0:1 (0:0) | FK Austria Wien       |
| SC Tulln              | 0:1 (0:0) | Wiener Sport-Club     |
| WSG Swarovski Wattens | 1:0 (0:0) | SK Austria Klagenfurt |
| SK Rapid Wien         | 3:0 (2:0) | FC Wacker Innsbruck   |

## Semifinale
|                   | Ergebnis  |                       |
| ----------------- | --------- | --------------------- |
| FK Austria Wien   | 0:1 (0:0) | SK Rapid Wien         |
| Wiener Sport-Club | 2:0 (1:0) | WSG Swarovski Wattens |

## Finale
Die Paarung im 34. österreichischen Cupfinale zwischen Rapid und Sport-Club war ein Duell zweier gleichwertiger Mannschaften, während die Dornbacher die Saison als Zweiter abschlossen, wurden die Hütteldorfer Dritter in der Liga. Unruhe beim Sport-Club gab es allerdings insofern, als Trainer Hans Pesser nur fünf Tage vor dem Finale entlassen wurde, ein 2:2 in Leoben und damit das Ende der Meisterträume war schuld. Die erste Hälfte gehörte den Schwarz-Weißen, doch Herzog (14., 21.) und Buzek (18.) scheiterten entweder an Rapid-Tormann Fuchsbichler oder der Stange. Nachdem nach Wiederanpfiff Buzek abermals per Kopf vergab (48.), ging die Initiative an Rapid über, Toptorjäger Bjerregaard wurde je einmal von Kaltenbrunner und Grausam bedient und sendete beide Male sicher ein (53., 86.). Grausam scheiterte zwischenzeitlich mit einem Lattenpendler (55.), Bjerregaard vergab ein weiteres Male knapp darüber (60.). Eine Minute vor Schluss war Buzek per Kopf letztlich doch noch erfolgreich, konnte aber das Endergebnis nur verschönern.
| Paarung           | SK Rapid Wien – Wiener Sport-Club |
| Ergebnis          | 2:1 (0:0) |
| Datum             | 3. Juni 1969 |
| Stadion           | Praterstadion, Wien |
| Zuschauer         | 14.000 |
| Schiedsrichter    | Franz Wöhrer |
| Tore              | 1:0 Jørn Bjerregaard (53.) 2:0 Jørn Bjerregaard (86.) 2:1 Johann Buzek (90.) |
| SK Rapid Wien     | Gerald Fuchsbichler – Walter Gebhardt, Walter Glechner, Erich Fak – Johann Eigenstiller, Ewald Ullmann – Toni Fritsch (46. Sven Lindmann), Jørn Bjerregaard, Leopold Grausam, Rudolf Flögel, Günter Kaltenbrunner Cheftrainer: Karl Decker |
| Wiener Sport-Club | Wilhelm Kaipel – Helmut Wallner, Johann Schmidradner, Horst Blankenburg (65. Herbert Onger), Ernst Haider – Wolfgang Gayer, Norbert Hof – Alfred Hala, Anton Herzog, Johann Buzek, Johann Hörmayer Cheftrainer: Erich Hof                  |